# Йоан Каматир (охридски архиепископ)
 Тази статия е за охридския архиепископ.  За константинополския патриарх със същото име вижте Йоан X Каматир.  
Йоан Каматир (на гръцки: Ιωάννης Καματηρός) е византийски политик и духовник, охридски архиепископ около 1183 – 1215 година.

## Биография
Преди да стане архиепископ в Охрид, Йоан Каматир е сред приближените на император Андроник I Комнин и участва активно в династичните междуособици в Константинопол. През 1183 година е сред организаторите на публичното изхвърляне в морето на тялото на убития император Алексий II Комнин. Не е известно кога заема архиепископския трон. През 1213 година подписва в Никея писмо до владетеля на Армения, но не се знае с каква цел пребивава там. Предполага се, че умира през 1215 година.

## Изследвания
- Темчин С.Ю. Охридский архиепископ Иоанн Каматир как вероятный автор славянской службы Михаилу Воину из Потуки. – Старобългарска литература, 55/56, 2017, 31 – 39